# Cochleair implantaat

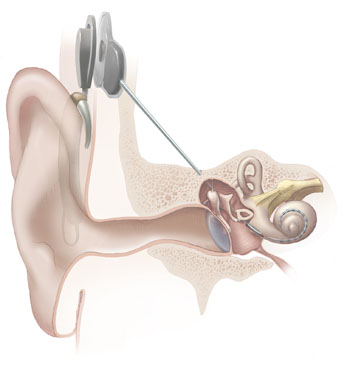
Uitwendig en inwendig deel van een cochleair implantaat

Een cochleair implantaat, vaak tot CI afgekort, is een elektronisch implantaat dat geluid in pulsen omzet, die de gehoorzenuw in de slakkenhuis in het oor direct stimuleren. De hoorfunctie van buiten-, midden- en binnenoor inclusief de 16.000 trilhaartjes in de cochlea worden voor een deel overgenomen door de maximaal 24 elektroden van een cochleair implantaat. Personen zonder of met nog maar een beperkt restgehoor kunnen met een cochleair implantaat in beperkte mate klanken, geluiden en spraak waarnemen of ze weer waarnemen. Cochlea en slakkenhuis zijn synoniem.
Een cochleair implantaat is een geavanceerd hoortoestel, maar wordt niet zoals een gewoon hoortoestel los gedragen. Een cochleair implantaat bestaat uit twee delen, uit een naast het oor op het hoofd geplaatst deel en een inwendig deel. Cochleair implantaat en botverankerd hoortoestel zijn goed met elkaar te vergelijken, de aanduiding cochleair implantaat is gebruikelijk.

## Geschiedenis
De ontdekking dat elektrische stimulatie van het auditieve systeem een geluidservaring kan opwekken werd al in 1790 gedaan. Alessandro Volta, de ontwikkelaar van de elektrische batterij, plaatste metalen staven op zijn eigen oren en sloot deze aan op 50 volt. Hij ervoer een schok en hoorde een geluid 'als een dikke kokende soep'. Er werden daarna, tot de uitvinding van het elektrische, geluidsversterkende hoortoestel in het begin van de 20ste eeuw maar sporadisch andere experimenten uitgevoerd.

### Eenkanaals implantaat
De eerste directe stimulatie van de gehoorzenuw werd in 1957 gedaan door twee uit Algerije afkomstige Fransen: A Djourno, een ingenieur, en C Eyriès, een kno-arts. De eerste patiënt was een 50-jarige ingenieur die al eerder aan zijn linkeroor wegens een cholesteatoom was geopereerd. Die operatie in 1947 was mislukt, waardoor de patiënt volledig zijn gehoor verloor en de aangezichtszenuw het niet meer deed. Hij werd in 1957 vanwege dezelfde kwaal door dezelfde kno-arts aan zijn rechteroor geopereerd, met weer hetzelfde resultaat. Hij was daardoor helemaal doof geworden. Djourno en Eyriès zagen hem als een ideale kandidaat voor hun experimentele implantaat. Dit eenkanaals implantaat bestond uit een handgewikkelde spoel van 2000 windingen zilverdraad met roestvrijstalen contacten. Tijdens een operatie waarbij de gehoorzenuw bloot kwam te liggen plaatsten zij daarop elektroden. De patiënt rapporteerde dat wanneer er een stroom door de elektroden werd gestuurd hij een geluid hoorde 'als een roulettewiel' of 'als een krekel'. Hij was wel in staat geluiden waar te nemen, maar kon spraak niet verstaan. Dit eerste implantaat ging snel kapot, waardoor de patiënt voor de tweede keer geïmplanteerd moest worden. Hij kreeg een nieuw implantaat, dat 1½ jaar bleef functioneren en kon hiermee na eindeloos oefenen wel verschillende geluiden interpreteren. Hij had een duidelijke ondersteuning voor spraakafzien. Toen ook dit implantaat kapot ging, werd van een derde implantatie afgezien vanwege gezondheidsproblemen van de patiënt. De patiënt overleed een jaar later aan de gevolgen van een hartaandoening.
De volgende patiënt was een dove 17-jarige Vietnamese, die door haar vader tot het ondergaan van de operatie werd gedwongen. De operatie was technisch geslaagd, maar de patiënt gebruikte het implantaat te weinig. De kwaliteit van haar leven bleef echter gelijk. De experimenten met deze eerste implantaten werden beëindigd door een meningsverschil tussen de twee pioniers over de te volgen commerciële koers. De Amerikaanse arts WF House liet in 1961 Djourno's verslagen vertalen en ontwikkelde een apparaat met maar één kanaal, wat hij bij drie patiënten liet implanteren. Dit implantaat was alleen ontwikkeld voor de ondersteuning bij spraakafzien.

### Meerkanaals implantaat
Graeme Clark ontwikkelde met zijn groep in de jaren zeventig van de 20e eeuw een cochleair implantaat dat het slakkenhuis op diverse plaatsen stimuleert. Het eerste implantaat werd op 1 augustus 1978 geplaatst.
Het Australische implantaat kreeg in december 1984 de goedkeuring van de Amerikaanse Food and Drug Administration voor toepassing bij volwassenen. In 1990 vond de FDA het apparaat geschikt voor toepassing bij kinderen vanaf 2 jaar, in 1998 werd de grens verlaagd naar 18 maanden en in 2002 naar 1 jaar. Het inwendige onderdeel van een CI is al geschikt voor baby's van 6 maanden oud, en in de VS ook al als zodanig toegepast. Buiten de VS is een CI al eens geïmplanteerd bij een baby van 3 maanden oud.
Tot 1999 droegen CI-gebruikers de spraakprocessor als kastapparaat (vaak aan een broekriem of dergelijke). Dankzij miniaturisatie van de gebruikte elektronische componenten kan tegenwoordig een achter-het-oor (AHO) versie van de spraakprocessor gebruikt worden. De nieuwste generatie spraakprocessors zijn waterdicht.
De technologie van CI en de nazorg van het CI-team zijn in de loop van de tijd steeds verbeterd, met als gevolg dat de geïmplanteerden beter gingen presteren.
Het bedrijf Cochlear Ltd. heeft samen met de afdeling Otorinolaryngologie van de Universiteit van Melbourne een volledig onderhuids cochleair implantaat genaamd TIKI (Totally implantable cochlear implant) ontwikkeld. Op 5 oktober 2005 ontvingen drie proefpatiënten het nieuwe type implantaat dat ze tot op heden nog steeds gebruiken. Het zal nog een aantal jaren duren voordat het nieuwe implantaat op de markt wordt gebracht.
Er waren in 2022 over de hele wereld meer dan een miljoen mensen met een cochleair implantaat. Er zijn in België meer dan 5 000 mensen met een cochleair implantaat. Er waren tot het einde van 2022 in Nederland meer dan 10 000 operaties uitgevoerd om een cochleair implantaat te plaatsen.

## Onderdelen van cochleair implantaat
Uitwendig wordt een zendspoel achter het oor gedragen die door middel van een elektromagnetisch veld door de huid en andere weefsels heen verbinding maakt met het inwendige implantaat. Een microfoon die de geluiden opvangt maakt soms deel uit van deze zendspoel, of wordt achter de oorschelp gedragen, afhankelijk van de fabrikant. De microfoon en de zendspoel staan met een dun kabeltje in verbinding met de spraakprocessor, een kleine computer die het geluidssignaal omzet in een elektronische en gedigitaliseerde code. De spraakprocessor werd vaak aan de gordel gedragen, maar dankzij de steeds verdergaande miniaturisatie ook steeds vaker in combinatie met de microfoon in een achter-het-oor toestel.
Een cochleair implantaat werkt anders dan een hoortoestel. Terwijl een hoortoestel de geluiden versterkt, wordt bij een CI het geluid opgevangen door de microfoon, verwerkt in de spraakprocessor tot een elektronische code, waarna deze via de zendspoel naar het implantaat wordt gezonden dat de code omzet in elektrische pulsen; via de elektrode worden de vezels van de gehoorzenuw in het slakkenhuis rechtstreeks door deze elektrische pulsen geprikkeld.
Bij een hoortoestel worden, afhankelijk van de samenstelling van het restgehoor, niet alle door het hoortoestel versterkte geluiden waargenomen. In het algemeen zou iemand met een gehoorverlies van meer dan 70 dB de hoge frequenties minder tot niet (meer) kunnen waarnemen. Mits de oorzaak van het gehoorverlies niet bij de gehoorzenuw of de hersenen maar bij de cochleaire trilhaartjes ligt, is de kans groot dat een cochleair implantaat een beter resultaat geeft dan een hoortoestel.
| cochleair implantaat                       | hoortoestel |
| ------------------------------------------ | --- |
| Herkenning van klinkers en medeklinkers    | Voor zeer zwaar slechthorenden: alleen herkenning van klinkers. Minder zwaar slechthorenden kunnen wel medeklinkers herkennen. |
| Diverse mogelijkheden voor signaalcodering | Beperkte mogelijkheden voor signaalcodering                                                                                    |
| Directe signaaloverdracht aan gehoorzenuw  | Hoge versterking |
| Operatie noodzakelijk                      | Geen operatie noodzakelijk |
| Revalidatie noodzakelijk                   | Geen revalidatie, want geen operatie                                                                                           |
| Geen mogelijkheid tot proefperiode         | Wel mogelijkheid tot proefperiode                                                                                              |
| 3 batterijen of oplaadbare batterij        | 1 batterij |
| Levensduur batterij: 1 tot 3 dagen         | Levensduur batterij: 1 tot 2 weken                                                                                             |
| Risico op aangezichtsverlamming            | Geen risico op aangezichtsverlamming                                                                                           |
| Groot risico op verlies van restgehoor     | Klein risico op verlies van restgehoor als gevolg van schadelijke versterking boven 85 dB                                      |
| Vanaf circa 80 dB gehoorverlies mogelijk   | Tot 110-120 dB gehoorverlies mogelijk                                                                                          |

## Operatie

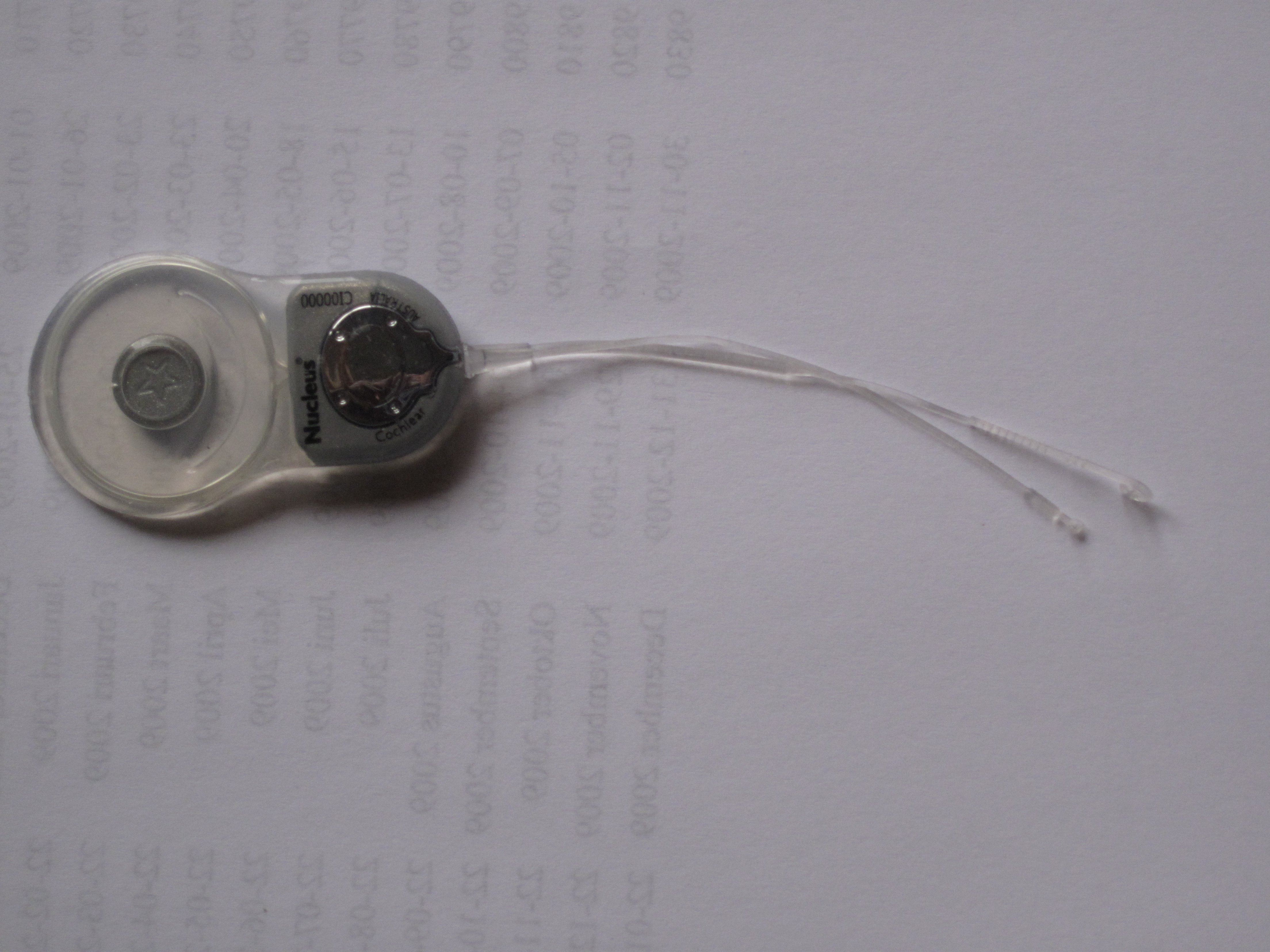
Inwendige onderdeel van een implantaat, in dit geval de Cochlear Freedom 24 RE

Na het zo nodig afscheren van haar wordt de patiënt onder narcose gebracht of lokaal verdoofd en wordt een opening in het schedelbot achter het oor geboord. In het slakkenhuis wordt een flexibele lintvormige elektrode (het implantaat) geschoven, zodanig dat de elektrode dicht tegen de te prikkelen zenuwvezels aan ligt. De operatie kan 1½ tot 6 uur duren, waarna de patiënt nog 1 tot 5 dagen in het ziekenhuis blijft. Een aantal weken na de operatie wordt de zendspoel aangesloten op het implantaat en kan de gebruiker geluiden horen. Aanvankelijk klinken de geluiden vaak vreemd en herkent de gebruiker ze niet. Vervolgens is er een lang traject waarin de gebruiker logopedielessen volgt om (weer) spraak te kunnen verstaan. Het is de bedoeling dat de gebruiker ook thuis oefent met een oefenpartner: om spraak te leren verstaan en om geluiden in en om het huis te kunnen herkennen. In de tussentijd wordt het CI regelmatig bijgesteld. 

## Risico's
- Bij een CI-operatie bestaat het risico dat de aangezichtszenuw wordt beschadigd, met (gedeeltelijke) aangezichtsverlamming tot gevolg. Deze zenuw wordt daarom tijdens de operatie elektronisch gevolgd. Als deze complicatie toch optreedt, dan herstelt deze in het algemeen vanzelf.[5] Bij de eerste generatie van cochleaire implantaten werd door de artsen een operatietechniek met een grote C-vormige snede rond het oor toegepast. Hierdoor was er een flink risico op het raken van de aangezichtszenuw. Tegenwoordig wordt een andere operatietechniek gebruikt waarbij een kleine korte snede rond het oor wordt toegepast. Hierdoor, en door verbeterde röntgenapparatuur om de snede te volgen, is het risico op aangezichtsverlamming tegenwoordig kleiner.
- Het restgehoor verdwijnt meestal geheel aan de zijde waar geïmplanteerd wordt. Dit kan niet ongedaan gemaakt worden, ook niet als de CI niet blijkt te werken. Er wordt sinds ongeveer 2015 getracht zoveel mogelijk restgehoor te behouden, er zijn ook CI's in combinatie met een hoortoestel. Toch is dit restgehoor meestal maar minimaal.
- Er is een kans van 5 tot 15% dat het evenwichtsorgaan aan de kant van de operatie uitvalt.[5][6]
- Er is een kans dat de smaakzenuw wordt beschadigd, met verlamming van de tong en/of verlies van smaak tot gevolg.
- Uit wereldwijd onderzoek is gebleken dat een CI-operatie gepaard gaat met een licht verhoogd risico op hersenvliesontsteking (meningitis). Het blijkt dat dit mogelijk veroorzaakt werd door twee cochleaire implantaten (HiFocus I en HiFocus II) met een positioner die ontwikkeld is door Advanced Bionics. De betreffende cochleaire implantaten werden uit de markt gehaald. De cochleaire implantaten van Med-El en Cochlear hebben geen positioner.[7] Daarom wordt uit voorzorg iedereen die een CI krijgt gevaccineerd tegen hersenvliesontsteking. Wereldwijd heeft de implantatie geleid tot de dood van ten minste zeventien mensen als gevolg van bacteriële meningitis na een CI-ingreep, waarvan vijf in de Verenigde Staten. In twee gevallen betrof het een kind van 2 en respectievelijk 3 jaar oud.[8][9] Naar aanleiding hiervan hebben Amsterdamse artsen onder meer de (Amerikaanse) producenten geadviseerd inzake beheer van patiëntendossiers met betrekking tot vaccinatie. Preventie gebeurt door een nog zorgvuldiger screening vooraf. Na een operatie krijgt de patiënt nog antibiotica ter preventie van mogelijke infectie en hersenvliesontsteking.
- De risico's bij een CI-operatie zijn in het algemeen niet groter dan bij gewone operaties aan het midden- of binnenoor.[10]
- De delen van het CI die buiten het lichaam worden gedragen, spraakprocessor, zijn vrij eenvoudig te vervangen. Maar als er iets mis is met het implantaat is opnieuw een operatie nodig, met alle risico’s van dien. Het is niet precies bekend hoelang een implantaat goed blijft functioneren; daarvoor is de techniek nog te nieuw. Feit is dat na twaalf jaar 96% van de implantaten nog goed werkt. Kinderen met een CI zullen in hun leven zeer waarschijnlijk nog weleens geopereerd moeten worden, al was het maar omdat er nieuwere en betere implantaten komen. Een enkele keer kan het ook gebeuren dat een kind of volwassene al vrij snel opnieuw wordt geopereerd, bijvoorbeeld als het implantaat beschadigd is doordat de drager een harde klap tegen het hoofd heeft gekregen.[11]
- Er is een kans op necrose, celdood in de huidflap rond de cochleaire implantaten. Hiervoor bestaat er therapie met hyperbarische zuurstof.[12][13][14]
- Er is een kans op titaniumallergie of siliconenallergie. De cochleaire implantaten bestaan uit titanium en siliconen. Daardoor hebben sommige mensen last van de plaats waar het implantaat zit.

## CI in gebruik
- Meestal draagt men de processor 's nachts niet. De inwendige spoel ontvangt dan geen signalen, men hoort dan dus niets. Voor sommigen is dat een reden om de processor juist wél aan te laten.
- Bijna alle CI's zijn gevoelig voor water. Inmiddels zijn er voor omstandigheden zoals harde regen spraakprocessors ontwikkeld die spatwaterdicht zijn. Als men wil zwemmen of douchen moet bij de meeste CI's het uitwendige gedeelte afgedaan worden. Men hoort dan niets. Het is echter mogelijk het uitwendige deel aangesloten te laten door het in een waterdichte zak op te bergen. Sinds 2012 is er een spraakprocessor op de markt die voldoet aan de IP 67 eis voor stof- waterdichtheid.[15]
- Contactsporten die ernstig hoofdletsel kunnen veroorzaken zoals boksen worden afgeraden omdat het CI kwetsbaar is. Bij vechtsporten zoals judo wordt aangeraden een helm te dragen.[16]
- Er zijn na de implantatie nog intensieve "hoortrainingen" nodig om te leren spraakverstaan, mede omdat men met een CI slechthorend blijft.

## Technische gegevens
- De processor zet het frequentiespectrum om in een beperkte reeks frequentiebanden verdeeld over 12 tot 22 elektroden. Studies tonen aan dat de functionele frequentie resolutie veel minder is, meestal beperkt tot vier tot acht banden. Dit worden de kritieke banden genoemd.[17] Dit is veel minder dan de ongeveer 24 tot 40 frequentiebanden die mensen met een goed functionerend gehoor in een complex signaal, zoals spraak, kunnen beoordelen. Dat het aantal frequentiebanden zo klein is, wordt veroorzaakt door de interactie tussen de elektrische stimulatiepunten van de implantaat elektroden binnen het slakkenhuis.[18]
- Voordat een CI wordt geplaatst, wordt met een CT-scan gekeken of het slakkenhuis en de gehoorzenuw in orde zijn. Als er bijvoorbeeld geen cochlea is, of als het is verbeend, wordt CI-implantatie moeilijk.

## Controverse

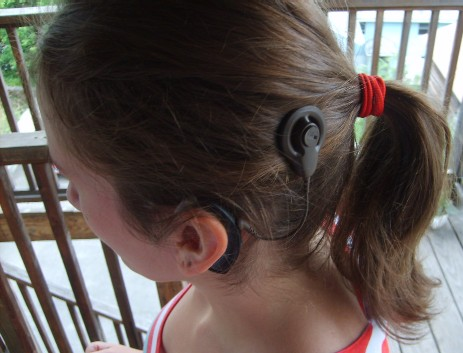
Meisje met een cochleair implantaat

## Procedure
Kandidaten voor een CI worden door een kno-arts of audioloog verwezen naar een CI-centrum. Deze kandidaten zullen als regel vijf tot zes onderzoeken moeten ondergaan alvorens besloten wordt of zij definitief in aanmerking komen voor een CI:
- audiologisch onderzoek
- CT-scan
- MRI-scan (afhankelijk van situatie en CI-centrum)
- BER(A) onderzoek
- evenwichtsonderzoek
- logopedisch onderzoek

Na deze onderzoeken worden kandidaten als laatste beoordeeld door het CI-team volgens de eigen richtlijnen:
- kandidaten moeten minstens 90 dB gehoorverlies hebben maar in ieder geval maximaal 50 procent spraakverstaan hebben op het beste oor
- sociale factor
- psychologische factor
- leeftijd
- opleidingsniveau
- omgeving
- medische factor
- intelligentie
- spraakvaardigheid
- lipleesvaardigheid
- oorzaak van doofheid
- duur van doofheid

Postlinguaal dove volwassenen en kinderen komen vaker in aanmerking voor de CI-ingreep dan prelinguaal dove volwassenen en kinderen ouder dan 8 jaar. Deze laatste groep komt pas sinds 2003, en onder strenge voorwaarden zoals tijdstip waar ze doof geworden zijn en de hoeveelheid restgehoor met hoortoestel, in aanmerking voor een CI.
De kandidaten die net doof zijn geworden door hersenvliesontsteking krijgen een versnelde procedure, omdat de kans dat het slakkenhuis dichtgroeit aanwezig is. Een verbeend slakkenhuis kan er toe leiden dat de kans op een succesvolle ingreep kleiner is. Daarom krijgen ze vaak 2 CI's. De doven die binnenkort blind worden krijgen ook een tweezijdig cochleair implantaat.
De beslissing of de ingreep - het operatief implanteren van de CI - met een redelijke kans op succes uitgevoerd kan worden, wordt door de CI-arts genomen op basis van advies van het CI-team waarin logopedisten, audiologen, Maatschappelijk medewerker, een psycholoog en een kno-arts zitten. Na een positief oordeel moeten CI-kandidaten zelf beslissen of zij de ingreep willen ondergaan. De CI-teams kunnen resultaten van CI-gebruikers niet voorspellen.Toch zijn de onderstaande resultaten van verschillende doelgroepen bekend. 

## Resultaten
De resultaten van CI-gebruikers zijn nogal verschil. Het is onderscheid tussen post- en prelinguaal doven en zwaarslechthorenden. 
- CI-gebruikers
  - Prelinguaal doven met CI, tot 3 jaar
    - Vroeggeimplanteerde doven, tot 2 jaar
      - Doofgeboren doven
      -  Doofgeworden doven 

    - Middengeimplanteerde doven, tussen 2 en 8 jaar
      - Doofgeboren doven
      -  Doofgeworden doven 

    - Laatgeimplanteerde doven, vanaf 8 jaar of ouder[25]
      -  Doofgeworden doven 

  - Zwaarslechthorenden met CI
  - Postlinguaal doven met CI, vanaf 3 jaar
    - Laatdoven
    -  Plotsdoven

### Prelinguaal doven

#### Vroeggeimplanteerde doven

##### Dove kinderen tot 2 jaar
Er zijn twee groepen prelinguaal dove kinderen tot 2 jaar.

##### Doofgeboren kinderen
Kinderen met aangeboren doofheid hebben meestal afwijkingen zoals onvoldoende ontwikkelde gehoorzenuwen door bijvoorbeeld rodehond, bof, mazelen of syndroom van Waardenburg bij de moeder tijdens de zwangerschap. Vóór de geboorte ontwikkelt het auditief geheugen van een dove foetus/baby zich vrijwel niet. Daardoor heeft deze groep minder baat bij een cochleair implantaat dan kinderen die horend geboren worden maar op zeer jonge leeftijd doof worden. Echter hebben sommige doofgeboren kinderen wel goede gehoorzenuwen en geen aangeboren afwijkend vorm van een slakkenhuis zoals syndroom van Pendred, maar ze hebben geen haarcellen in hun slakkenhuis. Daardoor hebben ze grotere kans om gesproken taal te verstaan.

##### Doofgeworden kinderen
Dit groep heeft meer auditieve vermogen ontwikkeld en begint eerste klank of eerste woord uitspreken. Ook kunnen ze in staat zijn om geluid uit omgeving te identificeren. Voordat ze door ziekte  zoals hersenvliesontsteking, trauma was doof geworden.

##### Kritsche periode van taalontwikkeling
Jonge, dove kinderen tot 2 jaar zonder handicap komen vaker in aanmerking voor de CI-greep dan oudere kinderen en kinderen met een verstandelijke handicap. In de kritische periode tussen 7 maanden tot 2 jaar ontwikkelen peuters en kleuters zich het meest qua spraakontwikkeling en taalontwikkeling. De hersenen van peuters en kleuters zijn in deze periode nog kneedbaar en kunnen een goed auditief geheugen ontwikkelen. Met een implantaat kunnen zij echter slechts een gedeelte waarnemen vergeleken met kinderen zonder enkele beperking, de hoeveelheid is daarbij afhankelijk per individu. Doordat zij geen volledig gehoor hebben adviseren diverse implantatie-centra en andere expertise-centra om ook gebarentaal aan te bieden naast gesproken taal.

#### Middengeimplanteerde doven

##### Dove kinderen van 2 tot 8 jaar
Dove kinderen die tussen hun 2e en 8e levensjaar worden geïmplanteerd hebben al een - soms forse - taalachterstand opgelopen. Bij normale begaafdheid zullen deze kinderen die taalachterstand mogelijk niet inhalen; ook hebben zij meer hoortrainingen nodig om spraak te leren verstaan.

#### Laatgeimplanteerde doven[28]

##### Doofgeworden doven vanaf 8 jaar
Deze groep heeft in de levensfase die bepalend is voor de taalverwerving in het algemeen te weinig auditief vermogen opgebouwd om dezelfde resultaten te behalen als kinderen die al op jonge leeftijd geïmplanteerd zijn. De prelinguaal doofgeworden volwassenen hebben iets meer ervaring met auditief vermogen dan prelinguaal doofgeboren doven. Ook hebben ze geen of onvoldoende fonetische woordenschat opgebouwd om goed spraakverstaan te ontwikkelen. Indien ze een bruikbaar restgehoor hebben dat met behulp van hoortoestellen voldoende is geoefend en met behulp van logopedie een goede spraakontwikkeling hebben opgebouwd, komen ze in principe wel in aanmerking voor een CI. Daarnaast beidt CI betere ondersteuning met lipleesvaardigheid. 
Door verbeteringen van de CI-techniek boeken prelinguaal dove volwassenen met orale of tweetalige opvoeding tegenwoordig ook redelijke resultaten. Zij behalen een foneemscore van meer dan 50 procent. Wel is het zo dat prelinguaal dove kinderen en volwassenen langer over hun hoortraining doen dan postlinugaal doven en dove jonge kinderen. Ook vraagt de hoortraining van prelinguaal doven veel doorzettingsvermogen en wilskracht.
Prelinguaal dove volwassenen die geen orale of tweetalige opvoeding hebben gehad maar alleen met gebarentaal communiceren, zijn de moeilijkste groep. Bij hen zijn de tastzin en het gezichtsvermogen versterkt door het ontbreken van gehoor. De tastzin reageert op lagere tonen tot 1 kHz. De secundaire auditieve cortex ofwel fonologische lus bevat een visuele kennis van gebarentaal in plaats van een auditieve kennis van gesproken taal. Ze lijden aan zeer ernstige vorm van auditieve agnosie of hyperacusis doordat zij geen ervaring hebben met (omgevings)geluid. Hierdoor kunnen zij de achtergrondgeluiden met het CI als "lastig" ervaren. Deze groep behaalt in het algemeen een foneemscore van minder dan 30 procent.  Daarom zijn CI-teams zeer terughoudend met deze groep.

### Postlinguaal doven

#### Laatdoven
Doordat ze horend of slechthorend zijn opgegroeid, hebben postlinguaal doven een auditief geheugen ontwikkeld. Plotsdoven die pas kort geleden doof zijn geworden krijgen vaak voorrang bij de meeste CI-teams, omdat ze in het algemeen een korte revalidatie of nauwelijks revalidatie nodig hebben. Bij een langere duur van hun doofheid verliezen plots- en laatdoven heel langzaam hun auditieve geheugen. Daardoor hebben ze een intensieve revalidatie van soms wel een jaar nodig om oude herinneringen terug te halen. Daarnaast hebben ze hun horende partner nodig. De maximale leeftijdsgrens die voorheen werd gehanteerd is in 2005 afgeschaft. Of een oudere plots- of laatdove wordt geïmplanteerd hangt echter mede af van zijn/haar gezondheid. Postlinguaal doven behalen tegenwoordig na implantatie een foneemscore van gemiddeld meer dan 80 procent.

#### Plotsdoven
De plotsdoven hebben kortere hoorrevalidatie nodig dan laatdoven. Maar ze ervaren muziek met behulp van hun CI erg slecht dan voorheen met natuurlijke gehoor.

### Doven met bijkomende handicap

#### Dove kinderen met verstandelijke handicap
Moeilijk lerende kinderen met een IQ-score lager dan 70 werden in Nederland ook geïmplanteerd. Zestien MLK-kinderen kregen in 2006-2007 een implantaat. Tijdens hun revalidatie presteren ze slechter en langzamer dan prelinguaal dove oudere kinderen en volwassenen met een orale of tweetalige opvoeding. De resultaten van deze groep zijn verhoudingsgewijs slecht tot matig. De CI-teams besloten dat MLK-kinderen niet meer in aanmerking komen voor een CI, aangezien de hoortraining voor deze groep erg moeilijk blijkt te zijn.

#### Doofblinden
Ook doofblinde kinderen en volwassenen kunnen een cochleair implantaat ingebracht krijgen. Sommige CI-teams zijn hierin gespecialiseerd. De hoortrainingen die vervolgens onderdeel zijn van de nazorg helpen uit het sociaal isolement te komen. Doel is verbetering van kwaliteit van leven van de doofblinde. Sinds 2013 krijgen ze standaard 2 CI's.

## Kosten en vergoedingen
De kosten van een CI-ingreep (anno 2014) zijn, inclusief nazorg en honorarium van specialisten, circa € 65.000,00. Dit wordt in Nederland sinds het jaar 2000 volledig vergoed voor de eerste CI, ook in geval dat de ingreep geen succes blijkt te zijn. De batterijen worden niet vergoed, uitzonderingen daargelaten.

### Vergoedingen rond Cochleair implantaat en zware hoortoestellen
Een cochleair implantaat wordt vanaf 2000 door ziektekostenverzekeraars volledig vergoed, in tegenstelling tot een hoortoestel. Een cochleair implantaat valt onder de medisch-specialistische zorg, terwijl een gewoon hoortoestel onder de hulpmiddelenzorg valt. Vanwege dit feit zijn er in 2008 in Nederland door een groep een aantal vraagtekens geplaatst met betrekking tot de kosten van hoortoestellen. Ontevreden doven hebben een open brief geschreven over de ongelijke behandeling van dove hoortoestelgebruikers tegenover CI-gebruikers. De hoortoestelfabrikanten hebben geavanceerde algoritmes in digitale zware hoortoestellen gestopt, waardoor digitale zware hoortoestellen relatief duurder zijn dan de eerdergenoemde analoge zware toestellen. Er zijn ook goedkopere zware digitale hoortoestellen, maar deze hebben vaak verouderde technologieën. (Analoge) hoortoestellen kunnen volledig binnen de dekking van zorgverzekering vallen. Dit in tegenstelling tot een CI, die volledig vergoed wordt door de zorgverzekeraars, maar doven die een CI weigeren of niet kunnen krijgen moeten een eigen bijdrage vanaf 0 euro betalen, afhankelijk van de door de audicien gehanteerde winstmarge en de kwaliteit-prijsverhouding van het gekozen toestel. Sommige zorgverzekeraars bieden aanvullende verzekeringen die alle kosten van hoortoestellen volledig kunnen vergoeden, maar vragen in ruil daarvoor wel een hogere premie aan doven. De laatste jaren verlagen sommige verzekeraars de vergoeding voor de eigen bijdrage. Veel doven leven van een uitkering of verdienen het minimumloon, waardoor elke eigen bijdrage voor hen een zware aanslag op hun budget is. Een deel van de doven vinden dat zij door het systeem van ongelijke vergoeding geen echte vrije keus tussen hoortoestellen of CI hebben.
De spraakprocessor kost tussen 7 tot 10.000 euro, doorgaans wordt het advies gegeven om dit apparaat te verzekeren tegen verlies en schade.

### Bilaterale implantatie
De Stichting Klachten en Geschillen Zorgverzekering (SKGZ) heeft een bindend advies gegeven voor vergoeding door zorgverzekeraars voor een tweede implantaat (bilaterale implantatie) bij kinderen tot acht jaar. De Stichting stelt vast dat richtinghoren en spraakverstaan in een rumoerige omgeving belangrijk zijn voor de ontwikkeling van jonge kinderen. De Nederlandse CI-teams zijn ervan overtuigd dat een tweede implantaat meerwaarde kan opleveren bij jonge kinderen. De bezwaren van de zorgverzekeraars betroffen vooral het vermeende gebrek aan objectief onderzoek en de kwaliteit van het onderzoek naar vermeende meerwaarde van een tweede implantatie.
Sinds juli 2012 wordt een tweede CI voor kinderen tot vijf jaar vergoed. Voor kinderen en jongeren tussen de vijf en achttien jaar, wordt een tweede CI vergoed onder bepaalde voorwaarden. Een tweede CI wordt sinds 2013 voor doofblinde volwassenen ook vergoed.
In België wordt een tweede CI sinds februari 2010 vergoed bij kinderen tot 12 jaar oud en in uitzonderlijke gevallen tot 18 jaar, indien als gevolg van hersenvliesontsteking. 
Doordat de kosten voor de patiënt (of de ouders van de patiënt) bij CI nihil zijn, kan dit een rol spelen bij de keuze voor opereren/implanteren in plaats van de aanschaf van een hoortoestel.

## Fabrikanten
De CI-teams van de ziekenhuizen waar een CI-ingreep kan plaatsvinden beslissen of een patiënt een keuze heeft, en zo ja uit welke merken. Sommige CI-teams hebben een voorkeur voor een bepaald merk. Er zijn vier fabrikanten: Cochlear Limited uit Australië, MED-EL uit Oostenrijk), Advanced Bionics uit de Verenigde Staten en Oticon Medical van Neurelec uit Denemarken en Frankrijk.
De CI's verschillen qua aantal stroombronnen, aantal elektroden, de lengte van de elektroden, verschillende algoritmes zoals ACE, SPEAK om spraakverstaan te verbeteren en MRI-bestendigheid. Er is geen enkel product "het beste" voor patiënten. Alle implantaten geven vergelijkbare resultaten.

## Implantatiecentra
In 1985 werd voor het eerst in Nederland een dove volwassene met een CI geïmplanteerd in het Universitair Medisch Centrum Utrecht. In 1989 volgde de eerste implantatie bij een kind in het Universitair Medisch Centrum St Radboud. Er zijn acht implantatiecentra in Nederland. Een CI-team bestaat uit kno-artsen, een audioloog, een psycholoog en maatschappelijk medewerker. De CI-centra implanteren ruim 400 doven per jaar. Tot juli 2008 mochten alleen academisch ziekenhuizen de ingreep uitvoeren. Sindsdien mogen tevens reguliere ziekenhuizen in Nederland deze ingreep uitvoeren. Dit is tot op heden echter niet gebeurd, waarschijnlijk mede omdat er een Veldnorm geldt die eisen aan kwaliteit en kwantiteit stelt.
| ziekenhuis                             | locatie    | naam                                                                 | samenwerking | opgericht | website |
| -------------------------------------- | ---------- | -------------------------------------------------------------------- | --- | --------- | ------- |
| Amsterdam UMC                          | Amsterdam  | Locatie VU CI-Vumc                                                   | NSDSK | 2001      |         |
| Amsterdam UMC                          | Amsterdam  | Locatie AMC CI-Amc                                                   | NSDSK | 2001      |         |
| Universitair Medisch Centrum Groningen | Groningen  | Cochleaire Implantatie Team Noord-Nederland (CINN)                   | Onderzoeksgroep Auditieve Waarneming en Spraak Perceptie UMCG, Rijksuniversiteit Groningen                                                                                              | 2000      |         |
| Leids Universitair Medisch Centrum     | Leiden     | Centrum Audiologie en HoorImplantaten Leiden, Zorgpad CI & ABI       | Kentalis | 1988      |         |
| Academisch ziekenhuis Maastricht       | Maastricht | CI Team Zuid-Oost-Nederland                                          | - Audiologisch centrum Eindhoven - Audiologisch centrum Venlo-Venray - Audiologisch Centrum Hoensbroek - Mgr. Hanssenschool - Gezinsbegeleiding Zuid-Oost Nederland, locatie Hoensbroek | 2005      |         |
| Radboud Universitair Medisch Centrum   | Nijmegen   | Hearing & Implants Nijmegen                                          | Radboud Universiteit Nijmegen | 1989      |         |
| Erasmus MC                             | Rotterdam  | CI Team Rotterdam                                                    | Koninklijke Auris Groep | 2000      |         |
| Universitair Medisch Centrum Utrecht   | Utrecht    | CI-team Utrecht                                                      | - | 1983      |         |
| Universitair Ziekenhuis Leuven         | Leuven     | CI team Dienst Neus-, keel- en oorziekten, gelaats- en halschirurgie | - Multidisciplinair centrum voor Logopedie en Audiologie, MUCLA - Onderzoeksgroep ExpORL KU Leuven                                                                                      | 1993      |         |

## Onderzoek
Naar de resultaten van CI zijn diverse onderzoeken verricht. Onderstaand enkele onderzoeksresultaten, zowel positieve als negatieve.
Onderzoeksresultaten van Emily Tobey uit de Verenigde Staten (Texas): van normaalbegaafde jongeren met een CI (implantatie 5 tot 10 jaar geleden) volgt nu 88% regulier onderwijs en kan 72% telefoneren met een bekende persoon. Hun spraak- en taalontwikkeling zou verbeterd zijn. Op het vlak van begrijpend lezen zou de achterstand zijn toegenomen.
De foneemscore voor postlinguaal doven en jonge dove kinderen is toegenomen van 15 procent naar bijna 80 procent. De foneemscore van prelinguaal dove volwassenen is toegenomen van 0 procent naar 55 procent. In 1998 kon maar 30 procent van CI-gebruikers een telefoongesprek voeren.

## Websites
- Onafhankelijk Platform Cochleaire Implantatie. OPCI Nederland
- Onafhankelijk Informatiecentrum over Cochleaire Implantatie. Onici België
- JHM Frijns. tekst van de oratie, 17 februari 2006. gearchiveerd, voor het LUMC
- What do cochlear implants sound like? - 1: speech
- What do cochlear implants sound like? - 2: music